# Šarganska osmica
Šarganska osmica (srb. Шарганска осмица) je poimenovanje za odsek turistične ozkotirne železnice, ki vodi preko planine Šargan v zahodni Srbiji.

## Zgodovina
Avstroogrske oblasti so v vzhodnem delu Bosne pričele z izgradnjo ozkotirne železnice (Sarajevo - Ostgrenze), ki je vodila iz Sarajeva preko Romanije do njene vzhodne meje s Kraljevino Srbijo (Vardište). Proga je bila dolga 167 kilometrov in je bila zgrajena med letoma 1902 in 1906. Na trasi proge je bilo zaradi težavnega terena zgrajenih 99 predorov in več mostov. Ob sotočju Drine in Lima je bil zgrajen razcep, od koder je en krak proge vodil proti Višegradu, drugi pa proti Uvcu oz. Priboju.
Na drugi strani meje so srbske oblasti leta 1903 pričele s trasiranjem trase za novo ozkotirno progo, ki bi Stalać in Užice povezala z zahodno srbsko mejo. Delo je potekalo počasneje kot na avstroogrski strani, saj so z gradnjo pričeli leta 1907, prvi odsek, dolg 35 kilometrov, pa je bil zgrajen leta 1910.
Proga od Stalaća do Užica v dolžini 167 kilometrov je bila v celoti končana tik pred prvo balkansko vojno leta 1912.
Nadaljnja dela na odseku od Užica do srbske vzhodne meje preko planine Šargan so se začela leta 1914, tik pred prvo svetovno vojno, ki je gradnjo začasno ustavila.
Po uspehih srbske vojske v bitkah na Ceru in Kolubari so se avstro-ogrske oblasti odločile za umik in preventivno miniranje mostov na Drini, med drugimi je bil delno poškodovan in porušen most Mehmed Paše Sokolovića pri Višegradu, popolnoma porušen pa je bil tudi 130-metrski železniški most na sotočju Drine in Lima. Železniški promet je tako obstal za dve leti. Po okupacije Srbije pa so avstro-ogrske oblasti leta 1916 začele z deli, s katerimi so želeli povezati Višegrad in Užice ter tako spojiti obe progi. 
Dela do podnožja planine Šargan so hitro napredovala; ustavila jih je nesreča pri kopanju enega izmed predorov, kjer je zasulo približno 200 italijanskih in ruskih vojnih ujetnikov.
Leta 1918 je Avstro-Ogrska razpadla, zato so dela na povezavi nadaljevale nove oblasti Kraljevine SHS. Inženirje je zaposlovalo dejstvo, da je med krakoma prog težko prehodna planina in 300 višinskih metrov v zračni razdalji 3,5 kilometra, ki so jih morali na nek način premagati. Niso se odločili za zobato železnico, pač pa so progo speljali v zavojih v obliki osmice s predori. Dela na 58 kilometrih so spremljale različne težave, zato so potekala med 1921 in 1925. Prvi vlak je tako uradno novo traso prevozil 25. januarja 1925. Proga je takoj postala glavna tranzitna povezava med Beogradom, Sarajevom in Dubrovnikom. Parne lokomotive, popularno imenovane Ćiro (lokomotive serije 83), so razdaljo premagale v 24 urah. Leta 1937 so na progi pričeli obratovati motorni vlaki, ki so razdaljo premagali v tedaj neverjetnih 16 urah in 30 minutah. 
Proga preko prelaza Šargan (Užice - Višegrad) je bila nato v uporabi do 28. februarja 1974, ko so zaradi nerentabilnosti ukinili vožnje po njej, tračnice so razstavili, infrastrukturo pa večinoma prepustili propadanju. Odseka Višegrad - Sarajevo in Priboj - Sarajevo so ukinili 1. avgusta 1978. Tam se del trase ob reki Drini danes celo nahaja pod vodno gladino akumulacijskega jezera HE Višegrad.

### Ponovno oživljena proga
- Muzejski vlak na Šarganu
- Zemljevid trase osmice
- Muzejski vlak na najdaljšem mostu

Zamisel, da naj bi na najzanimivejšem delu trase preko planine Šargan ponovno zgradili progo, je nastala v glavah ljubiteljskih železniških navdušencev. 1. septembra 2003 je na 15,5 kilometrskem popolnoma obnovljenem odseku med Mokro Goro in Šarganom Vitasijem prvič peljal muzejski vlak, imenovan Nostalgija. Na odseku je 22 predorov v skupni dolžini 5455 metrov, pet mostov, en železniški prehod, tri postaje (Mokra Gora, Jatare, Šargan Vitasi) in razgledišče Golubići. Najbolj strm del proge na odseku je 18 promilov, najdaljši predor Aleksandar I. je z dolžino 1666 metrov bil tudi na nekdanji progi med Beogradom in Sarajevom najdaljši predor. 
Leta 2010 je bil zgrajen še odsek med Mokro Goro in Višegradom, na katerem pa muzejski vlak obratuje le priložnostno. V načrtu je še izgradnja proge do Kremne in morebiti tudi do Zlatiborja.
Proga se je izkazala za turistično atrakcijo in je danes prepoznavna značinost tega dela Srbije. Letno se z vlakom prepelje preko 70.000 potnikov, vozovnica za odrasle stane 800 dinarjev, za otroke pol manj. Na progi obratuje tako parna kot dizelska vleka.